# فتاك العرب في الجاهلية
فتاك العرب في الجاهلية والفتك هو فعل الشيء عند الهم به.

## معنى الفتاكة
أتى الحارث بن ظالم المري الغطفاني إلى أبي الخريف عبيد بن نشبة المري الغطفاني فقال له: «علمني الفتاكة». فقال: «إذا هممت فافعل» فأعاد الحارث فعله فقال له أبو الخريف قوله الأول. فأعاد عليه الحارث القول ثالثة فشد عليه أبو الخريف بالسيف ليضربه. فقال له الحارث: «ما هذا؟»، فقال أبو الخريف: «هذا الفتك هممت بضربك».

## أشهر فتاك العرب في الجاهلية
1. أبو الخريف عبيد بن نشبة المري الغطفاني.
2. البراض بن قيس بن رافع الضمري الكناني، وبه يضرب المثل في الفتك فيقال: «أفتك من البراض»، وقتله لعروة الرحال كان سبب اندلاع حرب الفجار بين كنانة وقيس عيلان.
3. عمرو بن العجلان بن عامر الكاهلي الهذلي من أشد فتاك العرب في الجاهلية وفرسانهم قتل ما يزيد على 339 رجلا في الجاهلية.[2]
4. مرة بن خليف الفهمي الجديلي، وكان من شياطين العرب.
5. تأبط شرا الفهمي الجديلي، وهو أحد صعاليك العرب المشهورين.
6. حنظلة بن عثمان بن عمرو بن فاتك الأسدي، وكان يتنقل في العرب لجرائمه وكان مشيعا، وكان شديد الجمال يتبرقع لئلا يغار منه الرجال.
7. عمرو بن كلثوم بن مالك بن عتاب التغلبي.
8. ثمامة بن المستنير الظفري السلمي.
9. معاوية بن الحارث الجشمي الهوازني.
10. الحارث بن ظالم بن يربوع المري الغطفاني، وبه أيضا يضرب المثل في الفتك فيقال: «أفتك من الحارث بن ظالم».
11. دعبل بن على بن رزين بن سليمان بن تميم بن نهشل الخزاعي.
12. الشنفرى الأزدي كان من فتاك العرب وعدائيهم قتل 100 رجل من بنو سلامان وهو صاحب لامية العرب.[3]